# 天乙駅
天乙駅（チョヌルえき）は朝鮮民主主義人民共和国咸鏡南道水洞郡に位置する朝鮮民主主義人民共和国鉄道省平羅線の駅である。

## 歴史
- 1941年4月1日：開業[1]。